# 瑞安·贝利
瑞安·贝利（Ryan Bayley，1982年3月9日—），生於西澳大利亚州珀斯，是一名澳大利亚男子自行车运动员。他曾参加2004年雅典奥运和2008年北京奥运，其中在2004年雅典奥运中收获两枚金牌。